# Limnactiniidae
Limnactiniidae é uma família de cnidários antozoários da infraordem Athenaria, subordem Nyantheae (Actiniaria).

## Géneros
- Limnactinia Carlgren, 1921